# Coconino County
Coconino County är ett county som ligger i norra delen av delstaten Arizona i USA. Enligt folkräkningen år 2010 var countyts folkmängd 134 421. Den administrativa huvudorten (county seat) är Flagstaff.
Del av Grand Canyon nationalpark, Sunset Crater Volcano nationalmonument, Walnut Canyon nationalmonument, Wupatki nationalmonument och Navajo nationalmonument ligger i countyt. 
George Herrimans seriestrippar om Krazy Kat från 1900-talets första decennier utspelade sig i ett ökenlandskap i Coconino County.

## Geografi
Enligt United States Census Bureau har countyt en total area på 48 332 km². 48 219 km² av den arean är land och 113 km² är vatten.

### Angränsande countyn
- Mohave County, Arizona - väst
- Yavapai County, Arizona - syd
- Gila County, Arizona - syd
- Navajo County, Arizona - öst
- San Juan County, Utah - nordöst
- Kane County, Utah - nord